# Kaplica św. Nektariusza w Sakach
Kaplica pod wezwaniem św. Nektariusza – prawosławna kaplica domowa na terenie monasteru św. Dymitra w Sakach. Należy do diecezji warszawsko-bielskiej Polskiego Autokefalicznego Kościoła Prawosławnego.
Dodatkowo pełni rolę świątyni pomocniczej dla przyklasztornej parafii św. Dymitra (w dekanacie Kleszczele). W kaplicy znajduje się współczesny ikonostas.